# Polysphaeria tubulosa
Polysphaeria tubulosa är en måreväxtart som först beskrevs av Henri Ernest Baillon, och fick sitt nu gällande namn av Alberto Judice Leote Cavaco. Polysphaeria tubulosa ingår i släktet Polysphaeria och familjen måreväxter.
Artens utbredningsområde är Madagaskar. Inga underarter finns listade i Catalogue of Life.